# Sjötorpasjön
Sjötorpasjön är en grund, näringsrik slättsjö på Falbygden sydväst om Falköping. Sjön ligger på gränsen mellan socknarna Gökhem och Marka och till viss del även Göteve, alla i Vilske härad. Sjön är en del av det stora mossmarkskomplexet Mönarpa mossar, vilket omfattar 38 kvadratkilometer. Sjöns främsta tillflöde är Markabäcken i norr. Sjön avvattnas åt söder av Bragnumsån, som är Götevegrenen av ån Lidan.
Ett äldre namn på Sjötorpasjön är Kommehav med varianterna Kammehav (skrivet Kammehaff år 1560) och Kamsjön (skrivet Kambsön år 1472). Ortnamnsforskaren Ivar Lundahl menar att det är åskammarna runt Sjötorpasjön som gett namnet.
Sjön sänktes närmare en meter år 1892 och ytterligare en sänkning om 0,4 m skedde år 1933.
På västra sidan av sjön finns ett fågeltorn. Häckande fåglar är bland andra skäggdopping, gräsand, knölsvan, sothöna, knipa och sångsvan. Sjön är också en god sträckfågellokal och har kontinuerligt bevakats av Falbygdens Fågelklubb sedan slutet av 1950-talet.

## Galleri

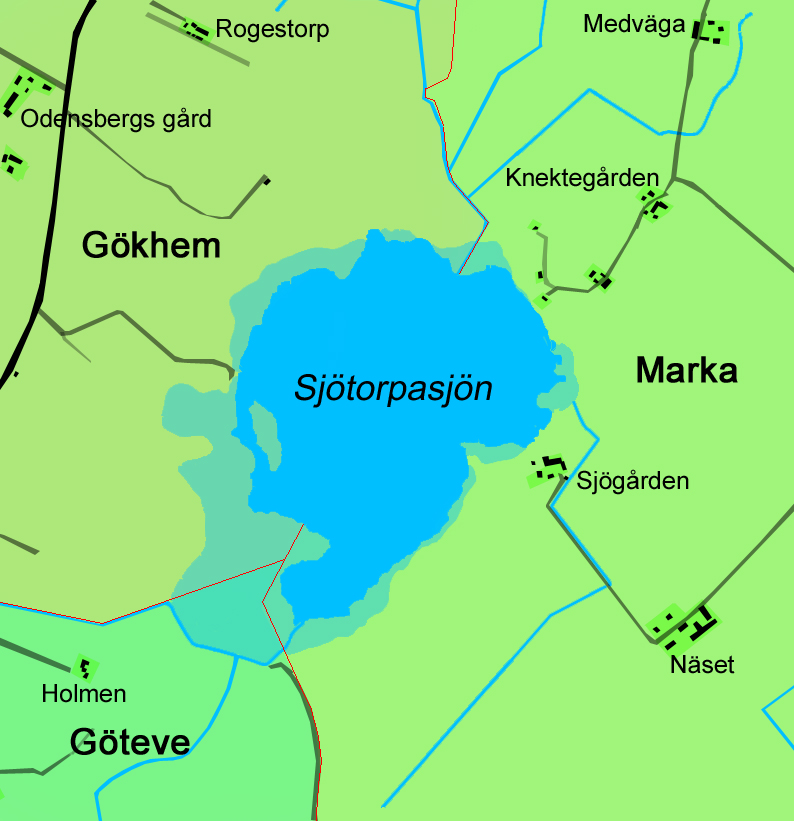
Karta över Sjötorpasjön.
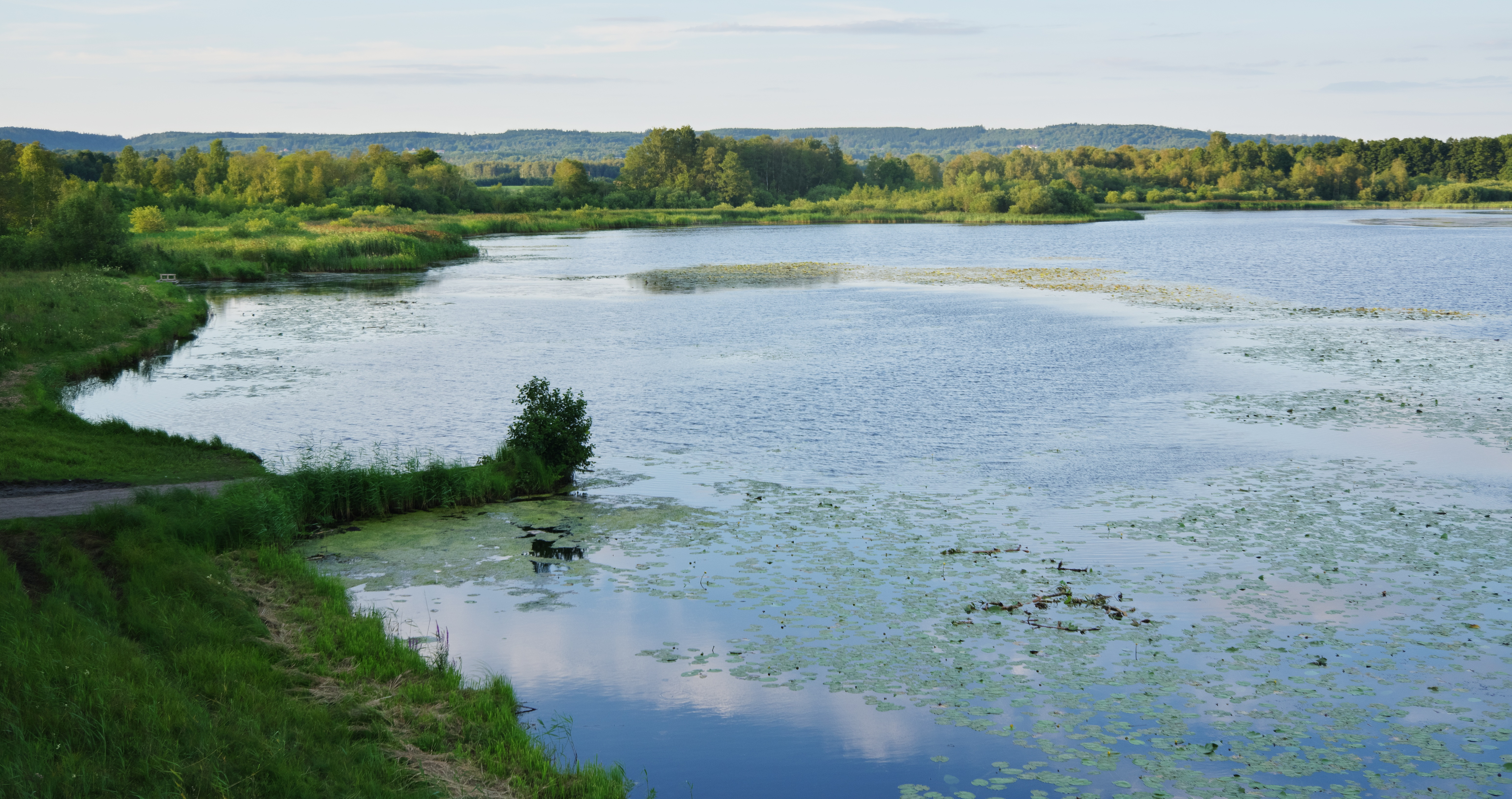
Nordvästra sjön från västra fågeltornet
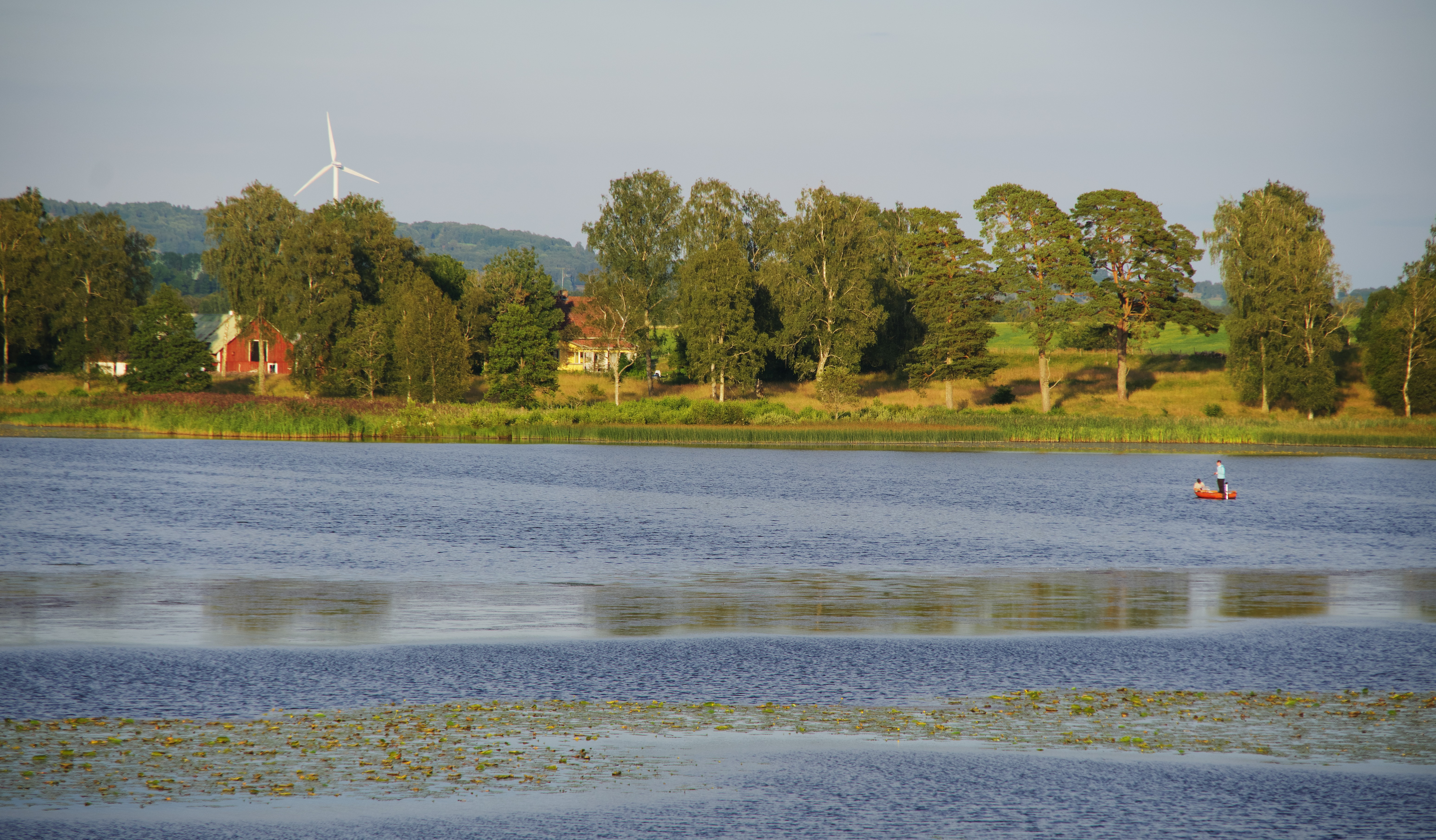
Fritidsfiske i Sjötorpasjön. I bildens vänstra kant syns Sjögården och Ålleberg.
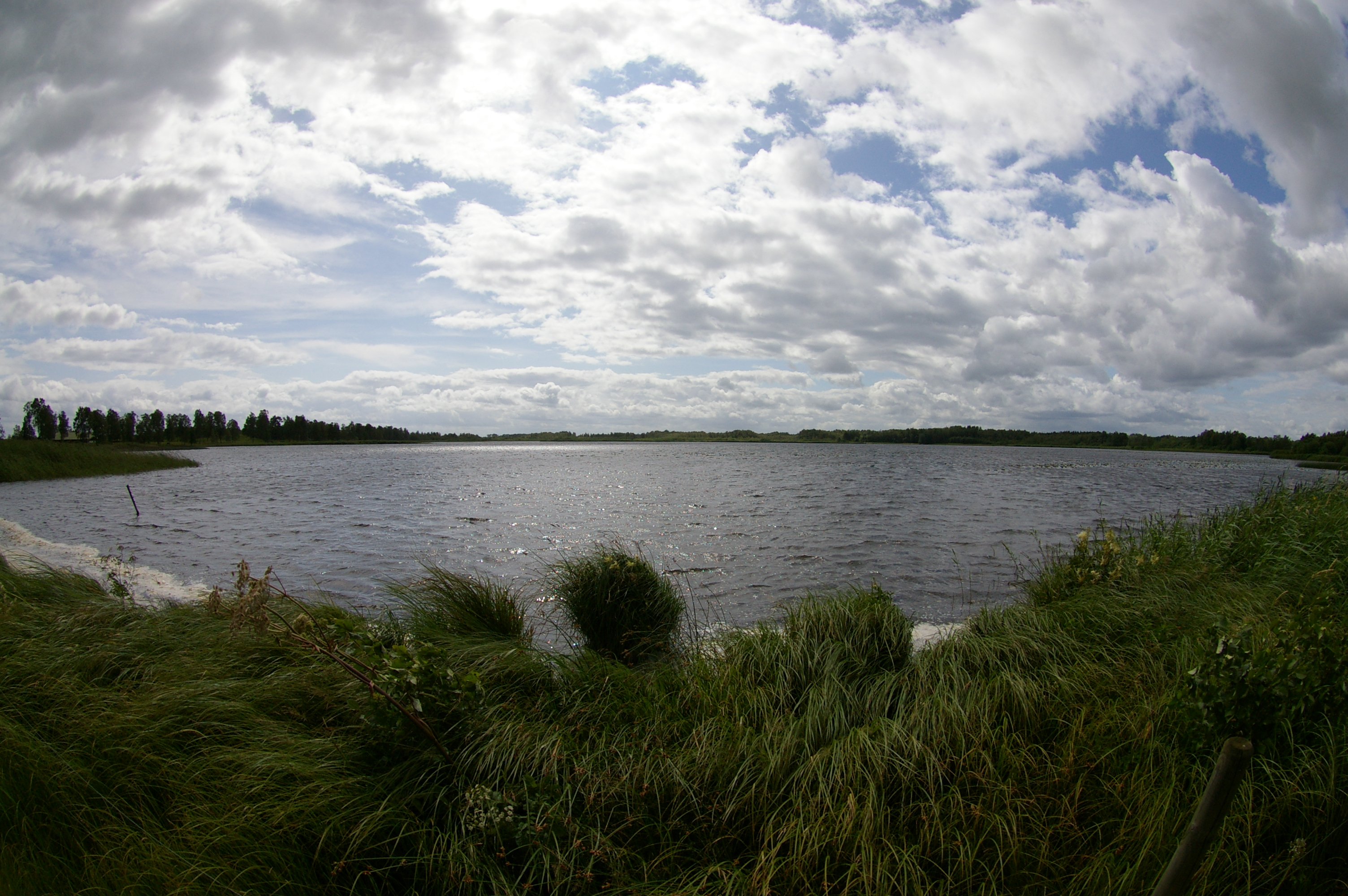